# Boberka, Turka
Boberka (în ucraineană Боберка) este localitatea de reședință a comunei Boberka din raionul Turka, regiunea Liov, Ucraina.

## Demografie
Componența lingvistică a localității Boberka
     Ucraineană (99,75%)
     Alte limbi (0,25%)
Conform recensământului din 2001, majoritatea populației localității Boberka era vorbitoare de ucraineană (99,75%), existând în minoritate și vorbitori de alte limbi.